# Rapateàcies
Rapateaceae és una família de plantes amb flors monocotiledònies. Aquesta família consta de 95 espècies que es troben a l'Amèrica del Sud tropical i Àfrica occidental tropical. Són herbàcies amb roseta i rizoma que poden arribar a tenir una mida molt gran. Les flors són grans i vistoses.

## Gèneres
- Amphiphyllum Gleason
- Cephalostemon R.H.Schomb.
- Duckea Maguire
- Epidryos Maguire
- Guacamaya Maguire
- Kunhardtia Maguire
- Marahuacaea Maguire
- Maschalocephalus Gilg & K.Schum.
- Monotrema Korn.
- Phelpsiella Maguire
- Potarophytum Sandwith
- Rapatea Aubl.
- Saxofridericia R.H.Schomb.
- Schoenocephalium Seub. - see example: Schoenocephalium teretifolium
- Spathanthus Desv.
- Stegolepis Klotzsch ex Korn.
- Windsorina Gleason